# Western Pacific Railroad
El Western Pacific Railroad (WP) va ser un ferrocarril de Classe I als Estats Units. Es va crear el 1903 per intentar desfer el monopoli del Southern Pacific Railroad al nord de Califòrnia. La línia del Western Pacific Railroad Feather River Route va competir directament amb una part de la línia del Southern Pacific Railroad Overland Route entre Salt Lake City/Ogdeon i Oakland durant quasi 80 anys. L’any 1983, l’Union Pacific Railroad va comprar el Western Pacific. L'empresa Western Pacific va ser un dels operadors originaris del California Zephyr, un tren de passatgers que recorria quasi quatre mil quilòmetres i que es va suspendre el 1970.

## Història
La línia original del Western Pacific Railroad es va construir el 1865 per substituir la part més a l’oest del primer ferrocarril transcontinental dels Estats Units entre San José (Califòrnia), que més endavant es va anomenar Oakland, i Sacramento (Califòrnia). Aquesta empresa va desaparèixer quan el 1870 es va integrar a la Central Pacific Railroad.
La segona empresa que va fer servir el nom “Western Pacific Railroad”, que es va fundar el 1903, va ser part dels esforços de la família Gould de crear un ferrocarril transcontinental a finals del segle xix i principis del XX.
L'empresa Western Pacific es va crear el 1900 amb el nom d’Alameda and San Joaquin Railroad. El ferrocarril que més tard es convertiria en el Western Pacific va ser finançat i construït per l'empresa Denver and Rio Grande Western Railroad, i el procés va ser dirigit per George Jay Gould I, un executiu dels ferrocarrils, per intentar aconseguir un ample ferroviari estàndard que permetés enllaçar-lo amb el Pacific Coast Railway. Feia servir una via de 85 lliures amb soldadures sense tractar, sense plaques excepte a les corbes de més d’un grau. El 1932 més de la meitat de la línia principal encara tenia la via original, la majoria de la qual havia transportat més de 150 milions de tones d’arqueig brut.
El 1931, el Western Pacific va inaugurar una línia nord des de la línia del Feather River Canyon fins a la del Great Northern Railway al nord de Califòrnia. Aquesta ruta, la “Highline”, que s’unia a la línia principal d’Oakland-Salt Lake City a la intersecció Keddie Wye, una combinació única de dos cavallets d’acer i un túnel que formava un triangle d’un creuament de vies.
El Western Pacific va atraure entusiastes dels trens de tot el món. Hi operava el tren de passatgers California Zephyr amb la línia de Denver and Rio Grande Western Railroad i la de Chicago, Burlington and Quincy Railroad. L'empresa Western Pacific controlava la línia “Silver Lady” d’Oakland (Califòrnia) a Salt Lake City (Utah) des del 1949 fins al 1970. L'empresa Western Pacific tenia diverses línies de ferrocarril curtes, que donaven menys de 20 milions de dòlars l’any. La més llarga era la Sacramento Northern Railway, que anava de San Francisco a Chico (Califòrnia). També tenia la Tidewater Southern Railway, la Central California Traction, la Indian Valley Railroad i la Deep Creek Railroad. A finals de l’any 1970, el Western Pacific recorria uns dos mil quilòmetres de camí i uns tres mil quilòmetres de vies, sense incloure les línies secundàries de Sacramento Northern i Tidewater Southern.
La Union Pacific Corporation va comprar el Western Pacific el 1983, i el 1996 va comprar la competència, la Southern Pacific Railroad. Al juliol de 2005, la Union Pacific va donar a conèixer una nova locomotora EMD SD70ACe, la Union Pacific 1983, que li feia homenatge a la Western Pacific imitant el seu disseny.

## Innovacions i millores

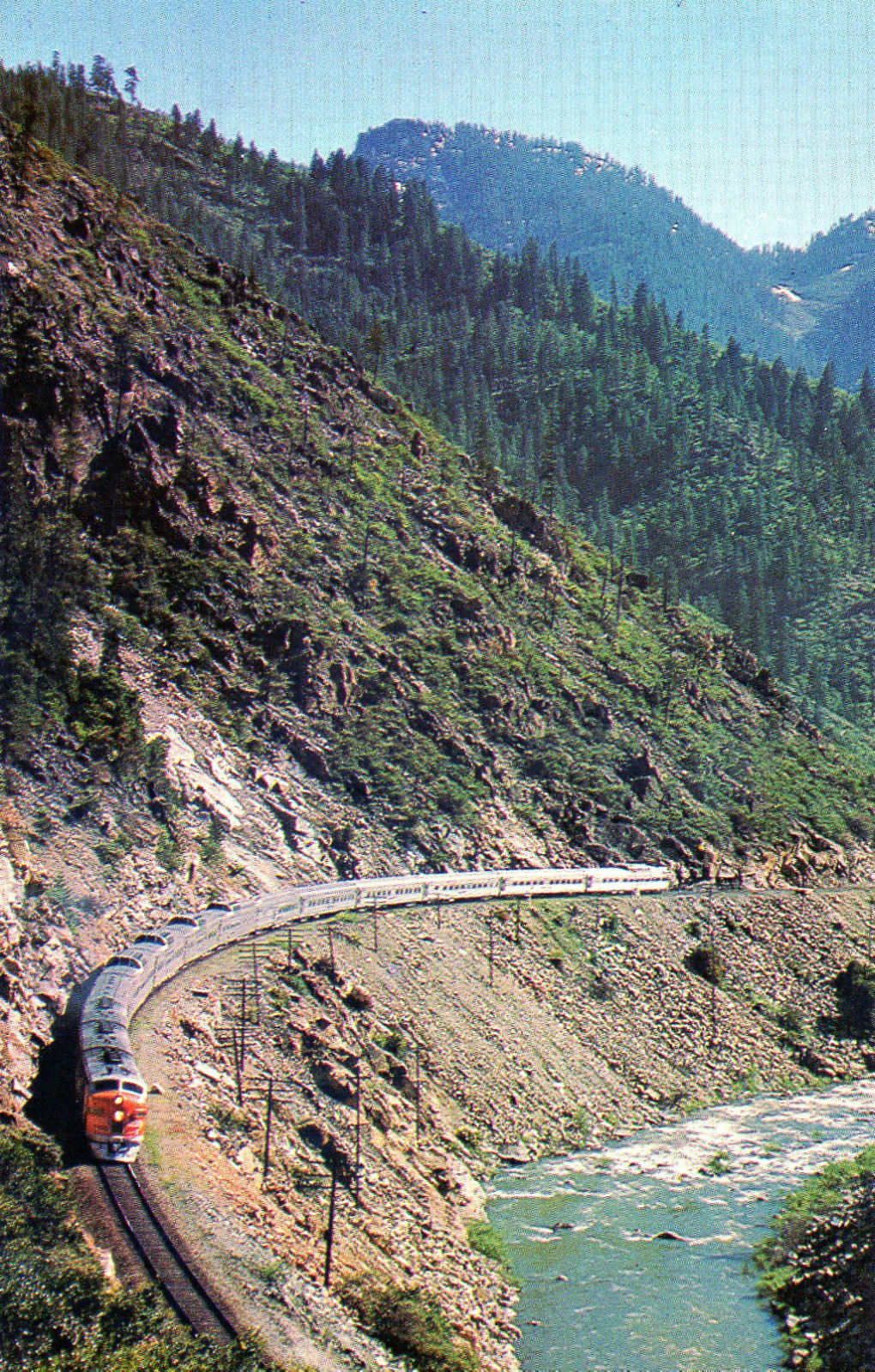
El California Zephyr conduït per locomotores del Western Pacific a través de la línia Feather River Route.

Com que competia amb una empresa molt més gran i amb més tradició, la Southern Pacific Railroad, la Western Pacific va arribar a ser coneguda per les seves innovacions i per treure molts diners d’una inversió. Va ser la primera línia de ferrocarril llarga de l'est en fer servir locomotores dièsels en lloc de locomotores de vapor i l'última a eliminar aquestes locomotores dièsel. L'empresa Western Pacific també reconstruïa molts motors dièsels espatllats enviant-los a un reconstructor. També treballava amb enviaments informatitzats, travesses de formigó i equipament innovador que protegia els enviaments dels clients. La Western Pacific va comprar furgons nous el 1960 per substituir els vells de fusta, que estaven fets pols o havien estat enviats a les línies secundàries de Sacramento Northern o Tidewater Southern. També va comprar nous vagons de mercaderies, com furgons de mercaderies, vagons tremuja coberts, diversos tipus de furgons de mercaderies amb una sola porta o doble porta, plataformes amb contenidors i plataformes amb una reixa, i també reconstruïa models antics de vagons de mercaderies, com vagons Modalohr de 12 metres. La Western Pacific va ser una de les primeres empreses a fer servir trens de mercaderies amb plataformes des d'Oakland amb les línies de l'empresa American President Lines, una de les empreses de transport de mercaderies més grans del món, fins a l'est, passant per la Union Pacific. La Western Pacific feia servir parts de motors de l'empresa Ford Motor, situada a Milpitas (Califòrnia) amb els trens especials, amb una connexió a Salt Lake City d'altres empreses, com la Denver and Rio Grande Western o la Union Pacific.

## Trens de passatgers
El California Zephyr, que circulava entre Chicago i Oakland, va ser el tren de passatgers més famós i popular de la Western Pacific, però aquesta companyia ferroviària també tenia una flota modesta de trens.
- Exposition Flyer (circulava entre Chicago and Oakland juntament amb les empreses Chicago, Burlington and Quincy Railroad i Denver and Rio Grande Western Railroad, era anterior al California Zephyr i portava el nom de l’Exposició Internacional del Golden Gate del 1939 i 1940).
- Feather River Express (entre Oakland i Portola)
- Royal Gorge (entre Oakland i St. Louis)
- Scenic Limited (entre Oakland i St. Louis)
- Zephyrette (entre Oakland i Salt Lake City)
- California Zephyr (entre Chicago i Oakland)